# تياغو ميشيل
تياغو ميشيل (بالبرتغالية: Thiago Michel) هو ملاكم كيك بوكسينغ برازيلي، ولد في 15 مايو 1984 في بيلو هوريزونتي في البرازيل.

## وصلات خارجية
- تياغو ميشيل على موقع بيلاتور (الإنجليزية)
- تياغو ميشيل على موقع شيردوغ (الإنجليزية)
- تياغو ميشيل على موقع IMDb (الإنجليزية)
- تياغو ميشيل على موقع IMDb (الإنجليزية)